# توماس ووردینگتن
توماس ورتینگتون (به انگلیسی: Thomas Worthington) سناتور سابق عضو حزب دموکرات-جمهوری‌خواه بود. وی در سال ۱۸۰۳ تا ۱۸۰۷ و ۱۸۱۰ تا ۱۸۱۴ میلادی سناتور ایالت اوهایو در سنای ایالات متحده آمریکا بود.